# Country Road
 (mars 2012).
Si vous disposez d'ouvrages ou d'articles de référence ou si vous connaissez des sites web de qualité traitant du thème abordé ici, merci de compléter l'article en donnant les références utiles à sa vérifiabilité et en les liant à la section « Notes et références ».
Country Road est un magasin haut de gamme et détaillant de vêtements situé et Australie et Nouvelle-Zélande, avec 68 magasins independants et 77 concessions. Il est coté à la Australian Securities Exchange, avec la société sud-africaine Woolworths Holdings Limited majoritaire à 88 %. Country Road dispose d'un grand programme de fidélisation clients, ce qui permet aux membres de recevoir des offres spéciales et des invitations à des ventes. Ce programme a été changé en 2007, il demande aux membres de dépenser un montant minimum chaque année pour recevoir les prestations.
L'entreprise produit des vêtements pour femmes, chaussures et accessoires ; vêtements pour hommes, chaussures et accessoires, les vêtements pour enfants et articles pour la maison. En 1981, Myer veut acheter Country Road, mais il a été vendu et coté sur le marché en 1987-1988. En 1984, Country Road a commencé à produire des vêtements masculin, puis en 1986, il a commencé à produire des accessoires. En 1998, Woolworths Holdings Limited est devenu l'actionnaire majoritaire de la société. En 2000-2001, Country Road a fermé ses magasins américains et a commencé à produire des vêtements pour enfants.

## Histoire
La société a été fondée en 1974 par Stephen Bennett, d'abord comme une marque de chemises. Sa notoriété a grandi rapidement pour devenir la marque de chemises la plus vendue en Australie. Durant les années 1990 la marque étend la gamme de ses produits et exploite plus de 100 magasins à son apogée.
Elle a été relancée en juillet 2004 comme une entreprise qui a un plus gros volume de ventes et des prix inférieurs. En 2006-2007, Country Road a réduit ses prix de 25 %, entraînant une hausse de 70 % du volume des ventes. Avant la relance, Country Road était un détaillant haut de gamme et avec une identité forte. Le designer en chef actuel de Country Road est Sophie Holt (anciennement designer en chef pour Witchery femmes). Son siège social est situé à Richmond, un faubourg de Melbourne, le magasin phare australien est situé à proximité de South Yarra, un quartier de Melbourne, dans l'État de Victoria.
À partir de 2003, Country Road a conclu une entente exclusive avec Myer une chaîne de grands magasins. En vertu de cet accord, Country Road a accepté de vendre exclusivement à Myer et non à son principal concurrent, David Jones Limited. Cet arrangement a pris fin en janvier 2007, lorsque Country Road est devenu un concessionnaire dans les magasins David Jones. Dans les années 2000, des magasins situés à Boston et dans d'autres villes aux États-Unis ont fermé en raison de la faiblesse de leurs ventes.